# Mariana Gatani

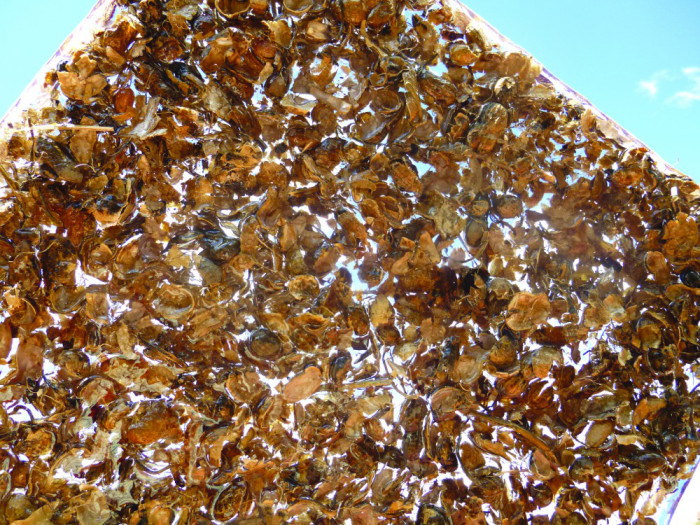
Experiencias con cáscaras de maní

Mariana Pilar Gatani (Córdoba, Argentina, 15 de agosto de 1966) es una arquitecta argentina reconocida por haber patentado materiales de construcción innovadores creados a partir del reúso de residuos agroindustriales como la cáscara del maní por los cuales ha sido premiada.

## Formación
La carrera de Gatani se orienta hacia la investigación científica, un nuevo campo de acción de la práctica arquitectónica. Estudió en la Universidad Nacional de Córdoba donde se recibió de arquitecta en 1990. Mientras estudiaba en la universidad trabajó en la Cooperativa Horizonte, relacionando vivienda e innovación estaba presente. Investigadora de carrera del Consejo Nacional de Investigaciones Científicas y Tecnológicas (CONICET), dirige proyectos de investigación, desarrollo e innovación de tecnologías para la construcción.

## Trayectoria
Se inició en 1991 como becaria del Consejo de Investigaciones Científicas y Tecnológicas de la Provincia de Córdoba (CONICOR) y posteriormente en 1995 del Consejo Nacional de Investigaciones Científicas y Técnicas (CONICET).
Desde estas primeras instancias y durante 24 años trabajó en el Centro Experimental de la Vivienda Económica (CEVE) investigando las tecnologías apropiadas para la construcción de viviendas para los sectores de recursos insuficientes. Las primeras investigaciones la llevaron a preguntarse sobre las posibilidades de industrialización de componentes y sistemas constructivos. Participó en el desarrollo de la emblemática Vivienda Semilla junto a Horacio Berretta, una propuesta superadora de las investigaciones anteriores del Centro que no habían logrado proponer una vivienda económica completa. Se trata de definir un núcleo inicial que “acompañado de un proceso financiero de ahorro y crédito, organizado y sustentado por la propia familia, le posibilita acceder a una vivienda progresiva, que será el despegue inicial de un proceso de desarrollo familiar y grupal, que se verá reflejado en el mejoramiento de la vivienda en la medida que sus posibilidades económicas lo permitan” explica Gatani en el texto La propuesta semilla.  El prototipo es puesto a prueba en diversos municipios como en la ciudad de Rafaela (1995), Santa Fe (1996), donde es responsable de la dirección técnica y de la ejecución de la obra. También en Venado Tuerto (1997) y San Francisco (1998) participa en la gestión y la elaboración de la documentación técnica. La experiencia se expande más allá de las fronteras con una experiencia que tiene lugar en Montevideo con la construcción de un plan piloto de 27 viviendas-semilla para el Programa de Atención a Grupos Vulnerables.
Ese mismo año se inició como investigadora de carrera de CONICET, desde donde trabaja en sus propios proyectos desarrollando y asesorando una serie de experiencias con materiales como los ladrillos de suelo cemento y mampostería de PET. En 2002 inicia su doctorado en la Universidad Nacional de Córdoba y comienza a trabajar con los residuos agroindustriales de la provincial indagando sobre las posibilidades de generar materiales a partir de la sobreabundancia de cáscara de maní. El recubrimiento no se degrada ni enriquece la suelos por lo que se constituye en un residuo problemático. Gatani experimentó en principio con ligantes cementicios y finalmente halló las respuestas en resinas poliméricas con las que estaban trabajando otros investigadores en Brasil. El material obtenido así es de una alta calidad estética y ha sido patentado. El proyecto crece y se enriquece con un equipo interdisciplinario donde participan doctores en química, arquitectos y diseñadores industriales, al mismo tiempo que se contactan con una empresa procesadora de maní. Se capacitan operarios locales para generar el producto y posteriormente se diseñan aplicaciones en arquitectura y objetos: cielorrasos, placas de revestimiento interior, muebles.
Además de su dedicación exclusiva a la investigación, Gatani comparte sus conocimientos a través de la enseñanza de grado donde la integración con la investigación es un desafío.
Es autora de publicaciones sobre desarrollo de materiales y sistemas de construcción.

## Reconocimientos
Gatani fue reconocida como una de los 10 Jóvenes sobresalientes 1999 por la Bolsa de Comercio de Córdoba.
Las indagaciones del equipo dirigido por Mariana Gatani han sido ampliamente reconocidas. 
En 1997 obtienen dos segundos premios en dos categorías en el Primer Concurso Nacional de Diseño, Tecnología y Producción de Vivienda de Interés Social, organizado por la Subsecretaría de Vivienda de la Nación de Argentina. 
También logran el  Primer Premio en el Primer Concurso Mercociudades con el trabajo Tecnologías habitacionales para sectores socioeconómicos bajos. 
En 1998 obtienen el Primer Premio Nacional a la Invención Ladislao Biró (Categoría Construcciones) otorgado por el Instituto Nacional de la Propiedad Intelectual por el Procedimiento para la construcción de la vivienda semilla.  
Son destacados con la Medalla de Bronce en la Categoría Arquitectura y Construcciones en la 27º International Exhibition of Inventions, New Techniques et Products que tuvo lugar en Ginebra (Suiza) en 1999.